# Mała Ziemiańska

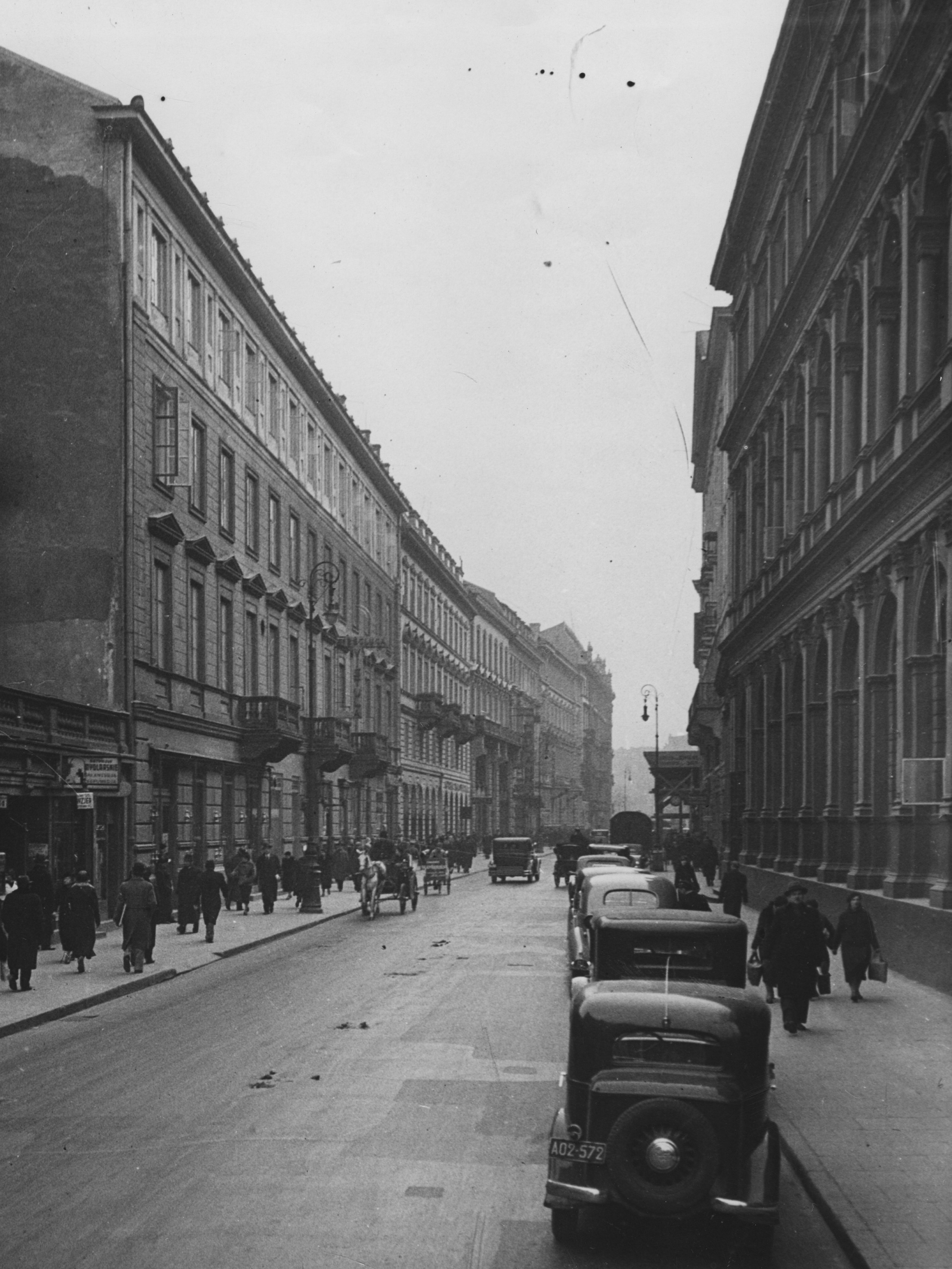
Ul. Mazowiecka, przy której mieściła się kawiarnia – widok sprzed 1939

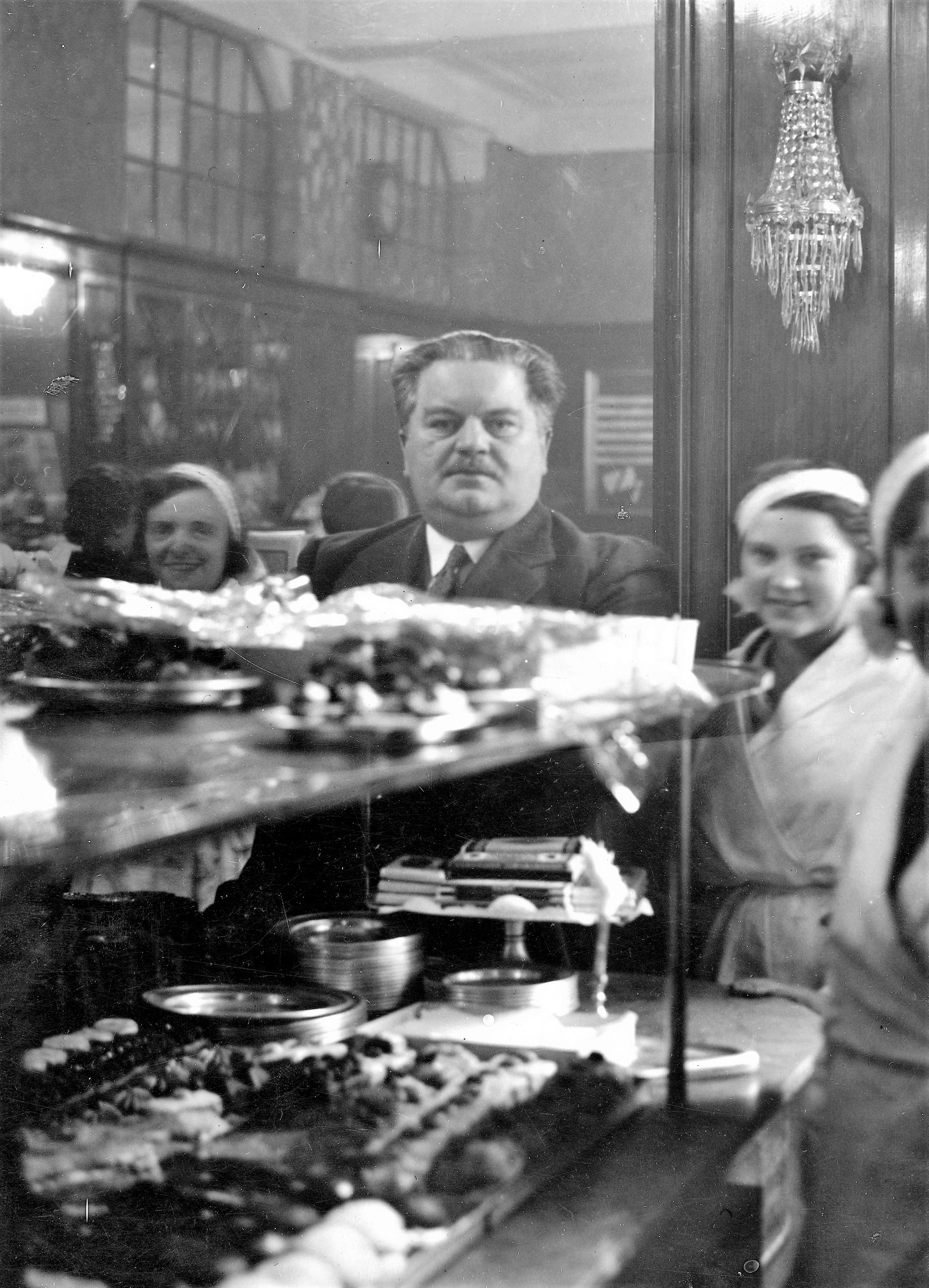
Karol Albrecht we wnętrzu „Małej Ziemiańskiej”, 1939

Mała Ziemiańska, właśc. Ziemiańska – kawiarnia znajdująca się w latach 1918–1944 przy ul. Mazowieckiej 12 w Warszawie.

## Historia
Kawiarnia została otwarta 14 kwietnia w 1918 przy ul. Mazowieckiej 12, w kamienicy należącej do Salomona Neumana. Jej właścicielami byli Karol Albrecht i Jan Skępski. Powstało także kilka filii „Ziemiańskiej” na terenie Warszawy. W 1939 mieściły się one przy ul. Marszałkowskiej 8, 66, 114 i 111, ul. Wierzbowej 7, ul. Filtrowej 60 i Al. Ujazdowskich 22. W kamienicy Goldstanda przy ul. Kredytowej 9 mieściła się filia nazywana „Dużą“ lub „Wielką Ziemiańską“.
Nazwa kawiarni mogła być związana z sąsiedztwem z Towarzystwa Kredytowego Ziemskiego (ul. Kredytowa 1) lub pożyczką uzyskaną na uruchomienie lokalu przez pochodzącego z Kalisza Skępskiego od jednego z tamtejszych ziemian, u którego przebywał po zburzeniu Kalisza (1914) przez wojska niemieckie. Przymiotnik „mała” miał natomiast związek z pierwotną niedużą wielkością lokalu.
W okresie międzywojennym „Mała Ziemiańska” była jednym z najważniejszych miejsc spotkań inteligencji warszawskiej: poetów, literatów, artystów malarzy, dziennikarzy i aktorów. Do bywalców lokalu należeli m.in. poeci należący do grupy „Skamander”: Jan Lechoń, Antoni Słonimski, Kazimierz Wierzyński, Julian Tuwim, a także Bolesław Wieniawa-Długoszowski. Zajmowali  specjalnie dla nich przeznaczony stolik na półpiętrze, zwany „górką”. Bywalcami lokalu byli także m.in. Tadeusz Boy-Żeleński, Franciszek Fiszer i Zdzisław Czermański. Sprawy wydawnicze załatwiał tam Marian Kister, właściciel znajdującego się przy ul. Kredytowej 1 wydawnictwa Rój.  Osobne miejsce w lokalu było zarezerwowane dla malarzy, zaznaczone przez Tadeusza Gronowskiego umieszczonym nad stolikiem malowidłem filiżanki z przyczepioną prawdziwą łyżeczką. Górne sale, dodane po 1918, ozdobiono polichromią autorstwa Wacława Borowskiego. Na znajdującej się tam estradzie odbywały się przedstawienia kabaretu Małe Qui Pro Quo. Na zadrzewionym podwórzu kamienicy urządzono kawiarniany ogródek.
W beznadziejnych warunkach aprowizacyjnych okupacji niemieckiej kawiarnia oferowała trudno dostępne wyroby cukiernicze, w tym wiele nowości. Lokal szybko zdobył dużą popularność.
Kamienica, w której mieściła się „Mała Ziemiańska“, spłonęła w czasie powstania warszawskiego w 1944 i została rozebrana w 1946.

## Upamiętnienie
Kawiarnia znalazła także swoje miejsce w historii literatury polskiej. Została upamiętniona m.in. w wierszu Śmierć poety, napisanym przez Konstantego Ildefonsa Gałczyńskiego w 1930.